# 中國電視公司第二大樓
中國電視公司第二大樓是中國電視公司（中視）的第三代總部，簡稱中視第二大樓，位於台灣台北市南港區重陽路118號，1999年2月1日落成。以「第二大樓」為名，是相對於中視大樓而言。

## 歷史
1993年11月，中視計劃將南港攝影棚拆除改建為中視第二大樓。1998年7月13日，中視第二大樓取得使用執照。
1998年10月31日（中視29週年台慶），中視第二大樓落成紀念碑立碑，中視第二大樓門牌號碼為台北市南港區重陽路118號。1999年2月1日，中視董事長鄭淑敏主持中視第二大樓落成茶會。1999年3月20日，慈濟大愛電視台（今大愛電視）進駐中視第二大樓。

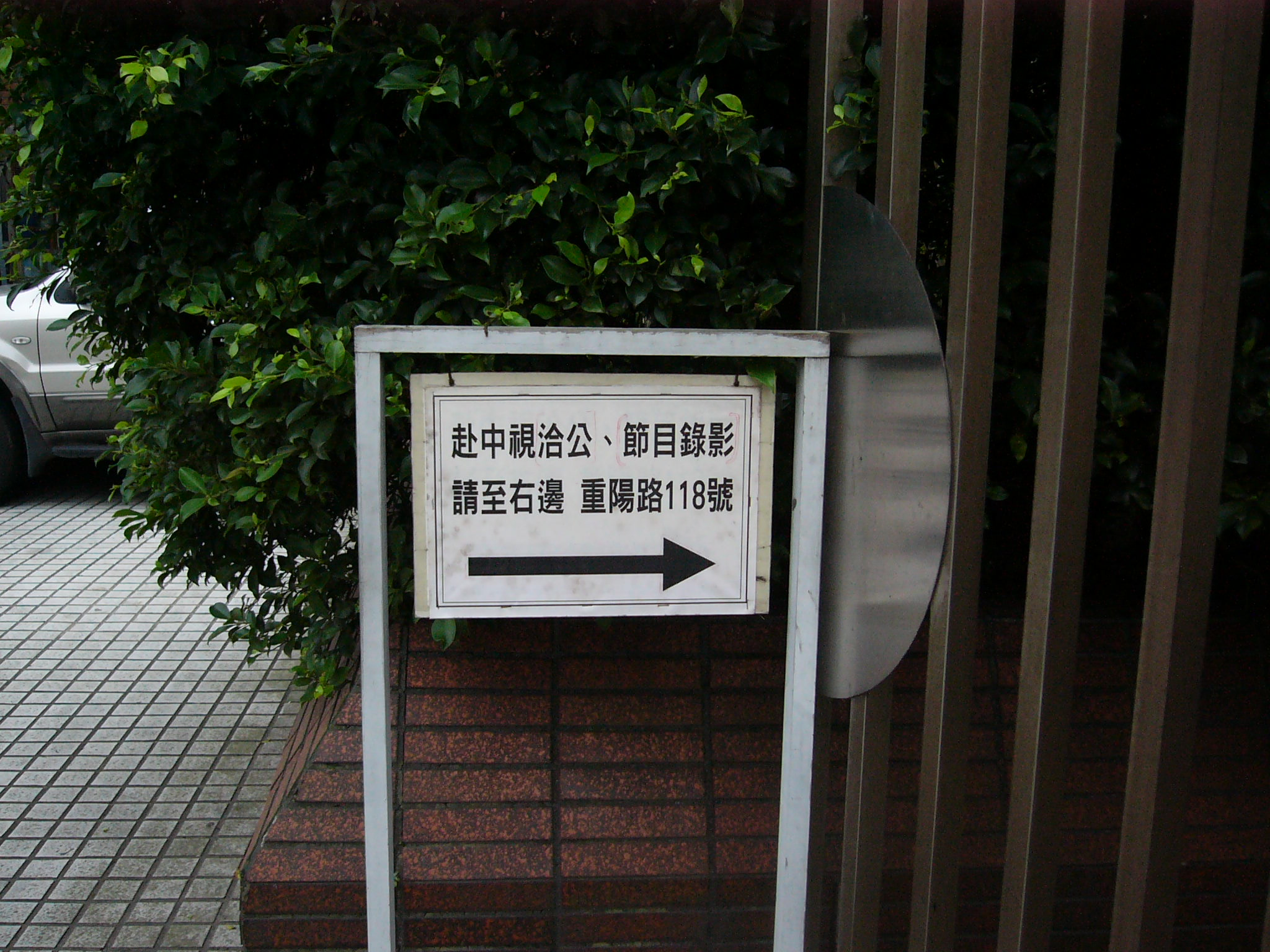
中視總部已從中視大樓搬至中視第二大樓。圖為中視大樓玄關內的告示牌。
拍攝於2010年4月26日

2004年，由於中視轉投資的博達科技、皇統光碟科技等公司陸續爆發掏空案（詳見「博達科技掏空案」條目），中視連帶受到衝擊。2004年11月15日，證券投資人及期貨交易人保護中心（投保中心）決定代表博達科技投資人，向博達科技的董監事、簽證會計師等19名對象求償，並聲請假扣押資產；投保中心以「投資人損失新台幣六億三千餘萬元」、「防止中視脫產」為由向士林地方法院聲請假扣押中視大樓與中視第二大樓，獲准。
2004年11月15日下午，投保中心與士林地方法院法官假扣押中視大樓與中視第二大樓，禁止產權移轉；假扣押後，中視立即召開常務董事會，成立危機因應小組，決定向士林地方法院聲請命債權人限時起訴及撤銷假扣押，以維護中視權益。
2004年11月16日上午，中國國民黨發言人張榮恭說，士林地方法院假扣押中視兩棟大樓，明顯是過度扣押，因為投保中心求償新台幣六億元，中視兩棟大樓總值新台幣25億元以上，其實只要扣押一棟即已足；張榮恭說，士林地方法院應該說清楚「這種處理在博達案中究竟是個案還是通案」，投保中心總經理為民主進步黨大老吳乃仁之妻詹彩虹，投保中心應保護的對象是全體投資人，中視也有廣大投資人，投保中心不能為了保護博達科技投資人而不公平地處理中視的事；張榮恭諷刺，任何有關中國國民黨黨產爭議的事情都應該依法處理，請民主進步黨按照法律程序進行並且證明是非法黨產，法治國家的執政黨不應以政治宣傳手段達成選舉目的；民主進步黨副秘書長李應元則說，該案與陳水扁政府無關，請中國國民黨不要將個案泛政治化。同日，投保中心董事長朱兆詮表示，假扣押的動作絕無政治考量；同日，投保中心發布聲明稿宣稱，中視在11月2日宣布以兩棟大樓質押借款新台幣十六億五千萬元，引發脫產疑慮，才會緊急將中視納入假扣押範圍，在11月16日取得士林地方法院裁決後才赴中視執行假扣押，但只對不動產產權進行保全，絕對會考量中視投資人的權益，中視仍可繼續正常營運。同日，永然聯合法律事務所所長李永然說，中視大樓遭假扣押的案子在國內造成震撼，但是公司董監事的責任類型是「過失責任」而非「保證責任」，一般不必就公司舞弊案所造成的投資人損失負責；李永然說，雖然《投資人保護法》授權投保中心無須提供擔保金即可聲請假扣押，但是財產權屬《中華民國憲法》保障範圍，《強制執行法》也規定扣押應符合比例原則，投保中心不能打著「保護投資人」的旗號大肆扣押他人財產，否則投保中心即侵害其他投資人權益，須負擔假扣押所生損害的損害賠償責任。同日，中視副總經理陳車在台灣證券交易所召開重大訊息說明會時強調，中視拿大樓去抵押，純粹是因為大愛電視將搬離中視第二大樓，中視必須將新台幣11億元押金退還大愛電視，中視董事會早已通過質押借款的決議，只是執行的時間點恰巧引發聯想，絕無意圖脫產。中視隨即以「遭假扣押的兩棟大樓價值遠高於新台幣六億餘元」、「應由19名債務人共同負責」等理由，向台灣高等法院提出抗告。
2005年1月1日，隨著大愛電視搬遷至台北市北投區慈濟人文志業中心，中視第二大樓的使用權回歸中視。2005年1月4日，台灣高等法院以投保中心「未釋明」為由，判決廢棄士林地方法院的假扣押中視兩棟大樓的處分，發回士林地方法院更為裁定。台灣高等法院本次判決廢棄之理由有二：㈠投保中心聲請假扣押時，未釋明請求與保全程序的原因；㈡《證券投資人及期貨交易人保護法》（簡稱《投保法》）並未規定投保中心聲請假扣押時不須提供擔保，自應適用《民事訴訟法》規定，提供擔保後才得補所欠缺的釋明。
2007年3月28日，中視召開董事會，通過將規劃處理不動產以改善財務結構，經營團隊將提出中視大樓與中視第二大樓的搬遷使用計畫並呈報下次董事會核定。2008年1月25日《中視新聞全球報導》收播後，中視新聞部搬至台北市內湖區民權東路時報廣場大樓（中天電視及《時報周刊》總部所在地），與中天電視新聞部資源共享；中視節目部則搬至中視第二大樓，與中天電視節目部資源共享；中視大樓半淨空。
2019年10月25日，慶祝中視50週年台慶，一般都是外景錄影的中視綜藝節目《飢餓遊戲》到中視第二大樓錄影，中視總經理胡雪珠親自歡迎主持群與來賓「回娘家」，製作單位全富傳播安排藝人在中視各部門進行闖關；該集來賓為曹西平、NONO、馮媛甄、林芯儀、黃亮鈞、蔡尚樺等，每位都跟中視擁有一段淵源。

## 結構
中視第二大樓共有地上九層與地下四層，總樓地板面積5841坪，啟用時內含四座攝影棚：一座300坪多功能大型攝影棚、兩座新聞攝影棚與一間新聞播報室；其中A棚高度22公尺、面積超過300坪，在直播節目中可隨意上下抽換景片以增添效果。五台攝影機採用Sony HDC-700系列HDTV（1920×1080i）攝影機；混音檯採用超大型全數位式的英國Solid State Logic製SSL Aysis Air Mixing Console，特性為雙倍功能（可將40路單音輸入疊成80路）與8路立體音輸入，而每路路徑中內嵌動態處理器，可製播八聲道環繞音場（AC-3 + E）。中視同時耗資以新台幣千萬元計，聘請國外音響專家設計並從國外進口特殊音響材質，投注於兩項設施：⑴設計高密度組合喇叭作低音壓現場擴音，使全場音壓成平均分佈之狀態且可作區域性個別調整切換；⑵建立八聲道環繞音場監聽之標準環境。
中視第二大樓頂端有一個直昇機停機坪，用於以直昇機作空中採訪；微波天線皆安裝於直昇機停機坪之下。

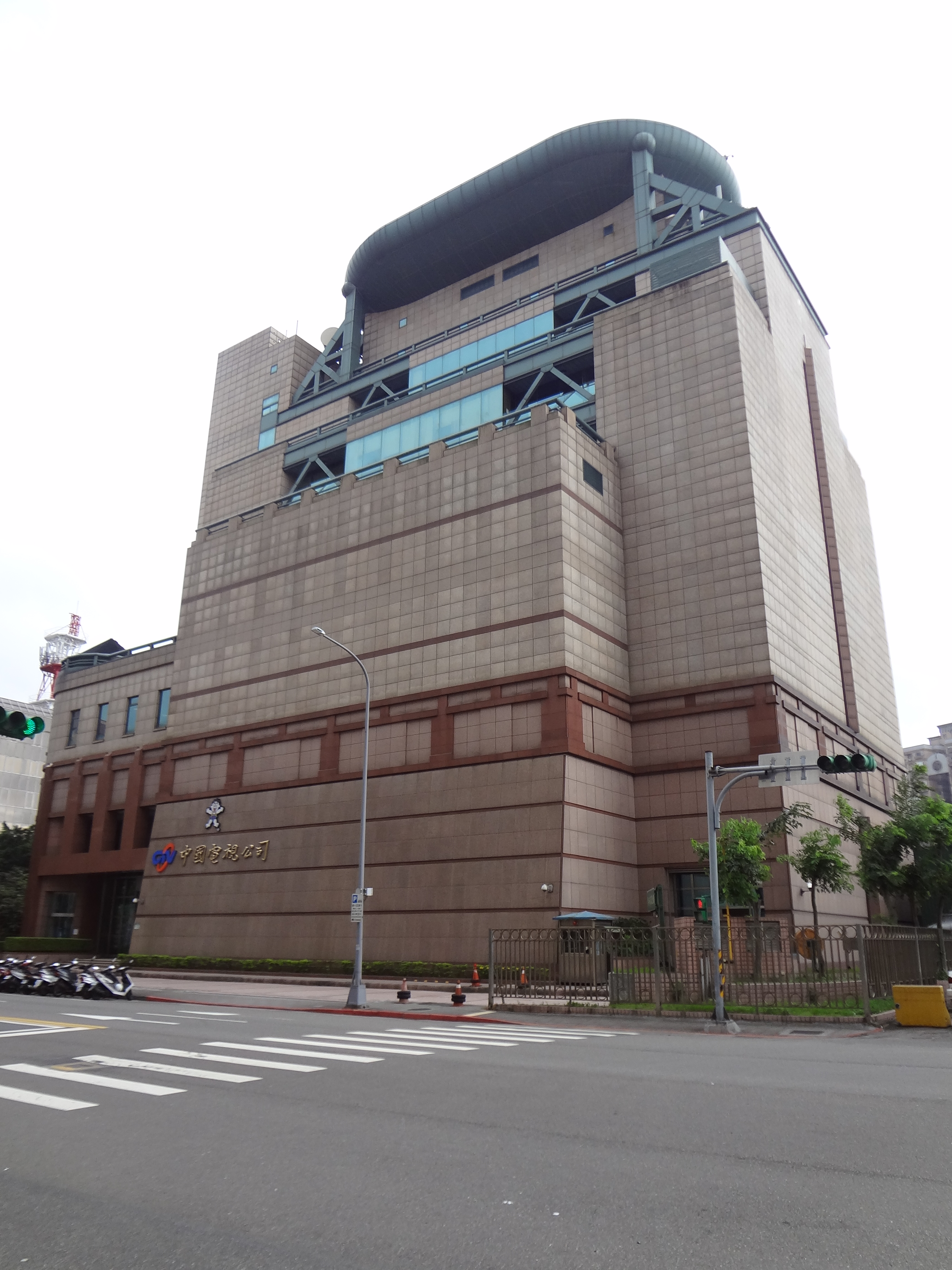
中視第二大樓右前方外觀 拍攝於2016年10月31日
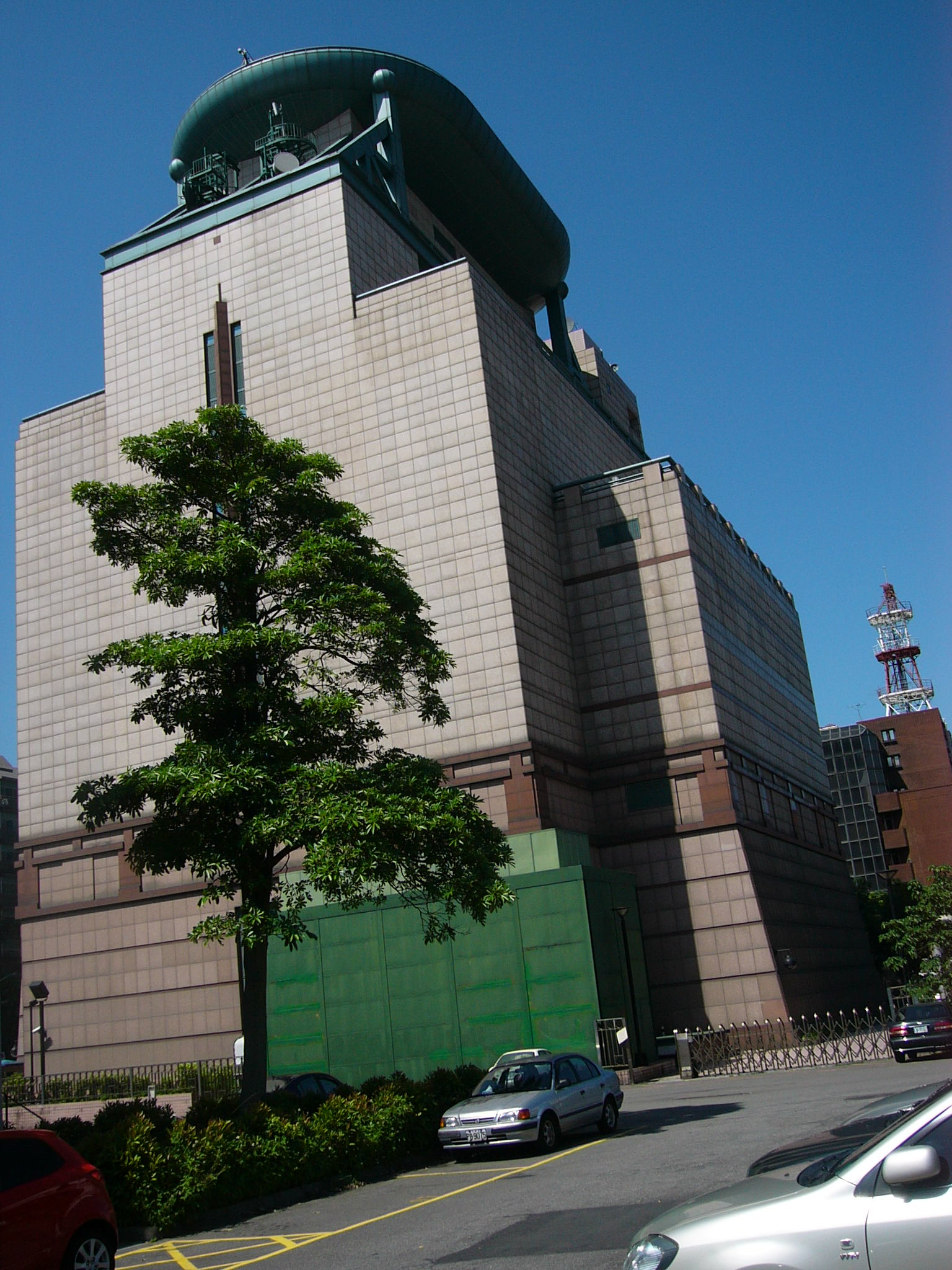
中視第二大樓右側外觀 拍攝於2010年5月31日
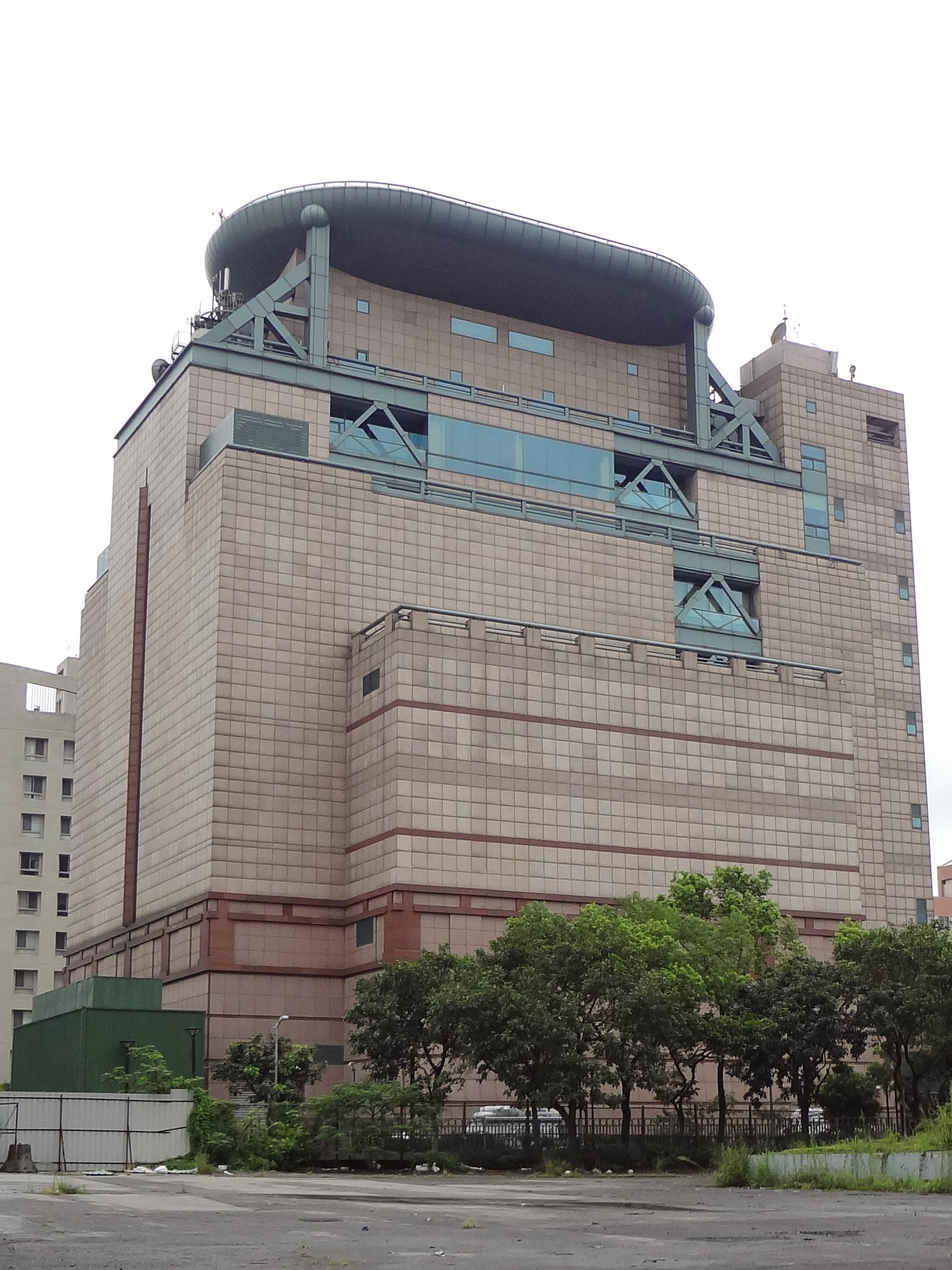
中視第二大樓後方外觀 拍攝於2015年8月30日
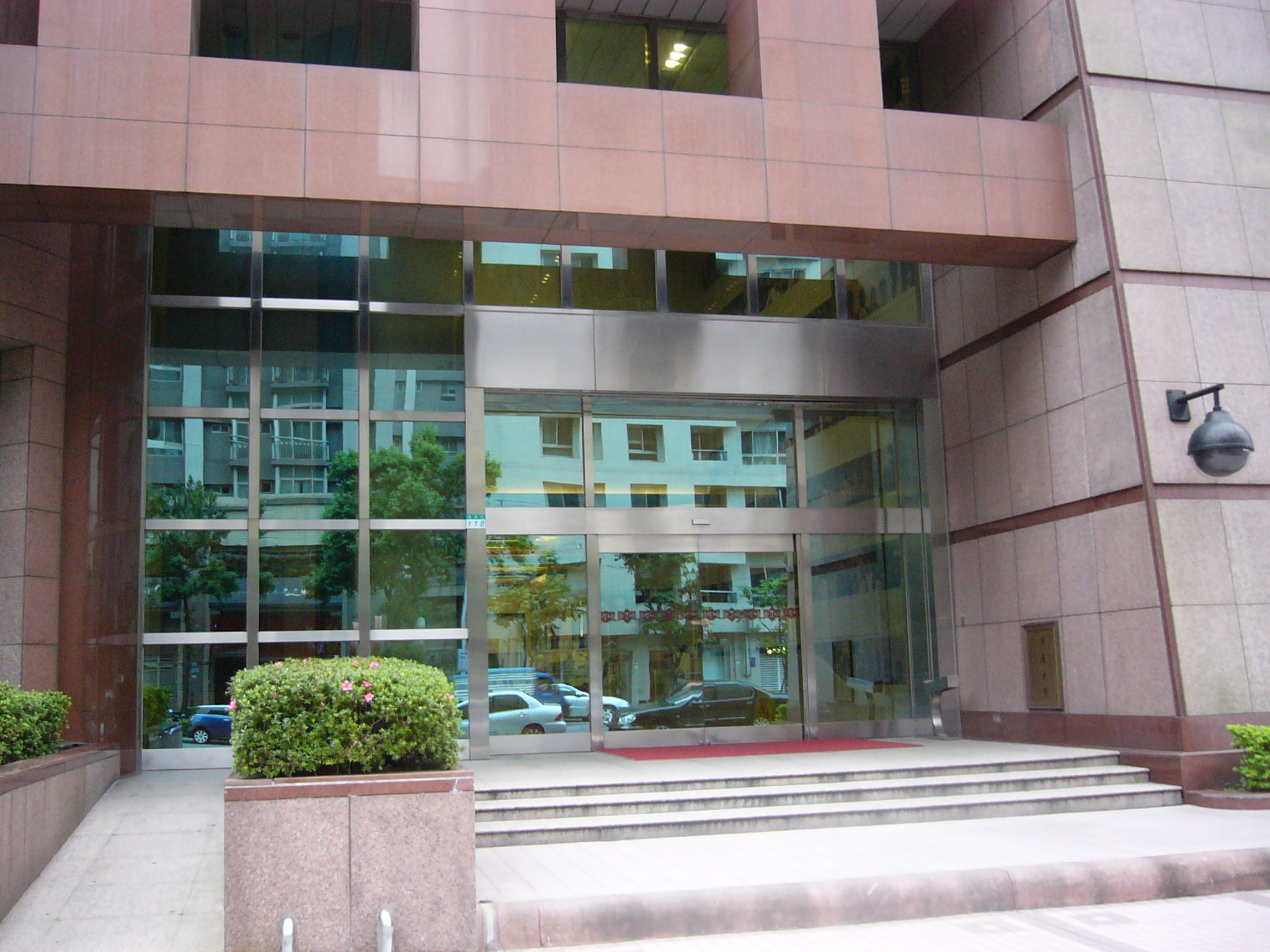
中視第二大樓大門 拍攝於2010年4月26日
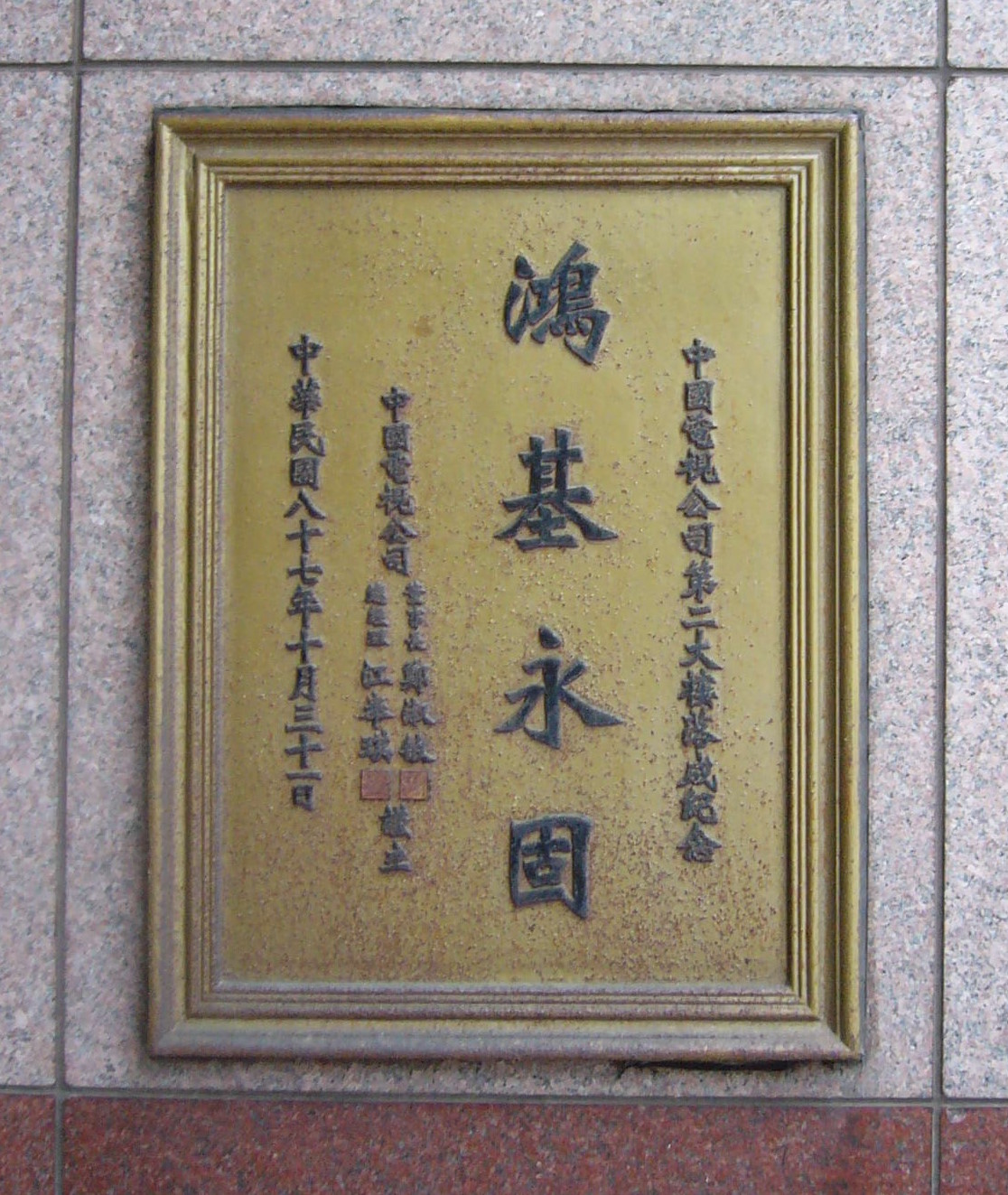
中視第二大樓落成紀念碑，位於大門右方 拍攝於2010年4月26日
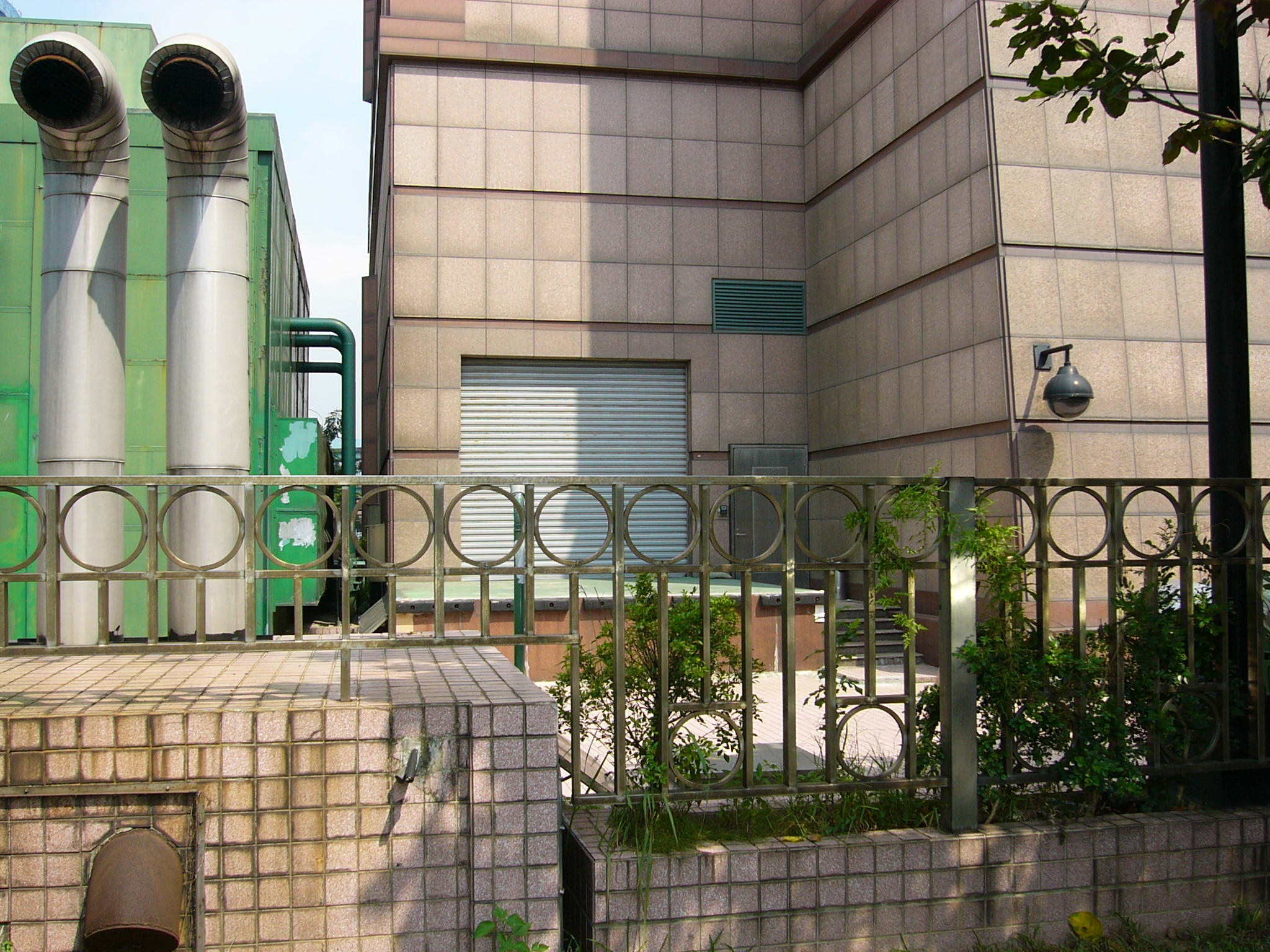
中視第二大樓佈景專用門 拍攝於2010年9月14日
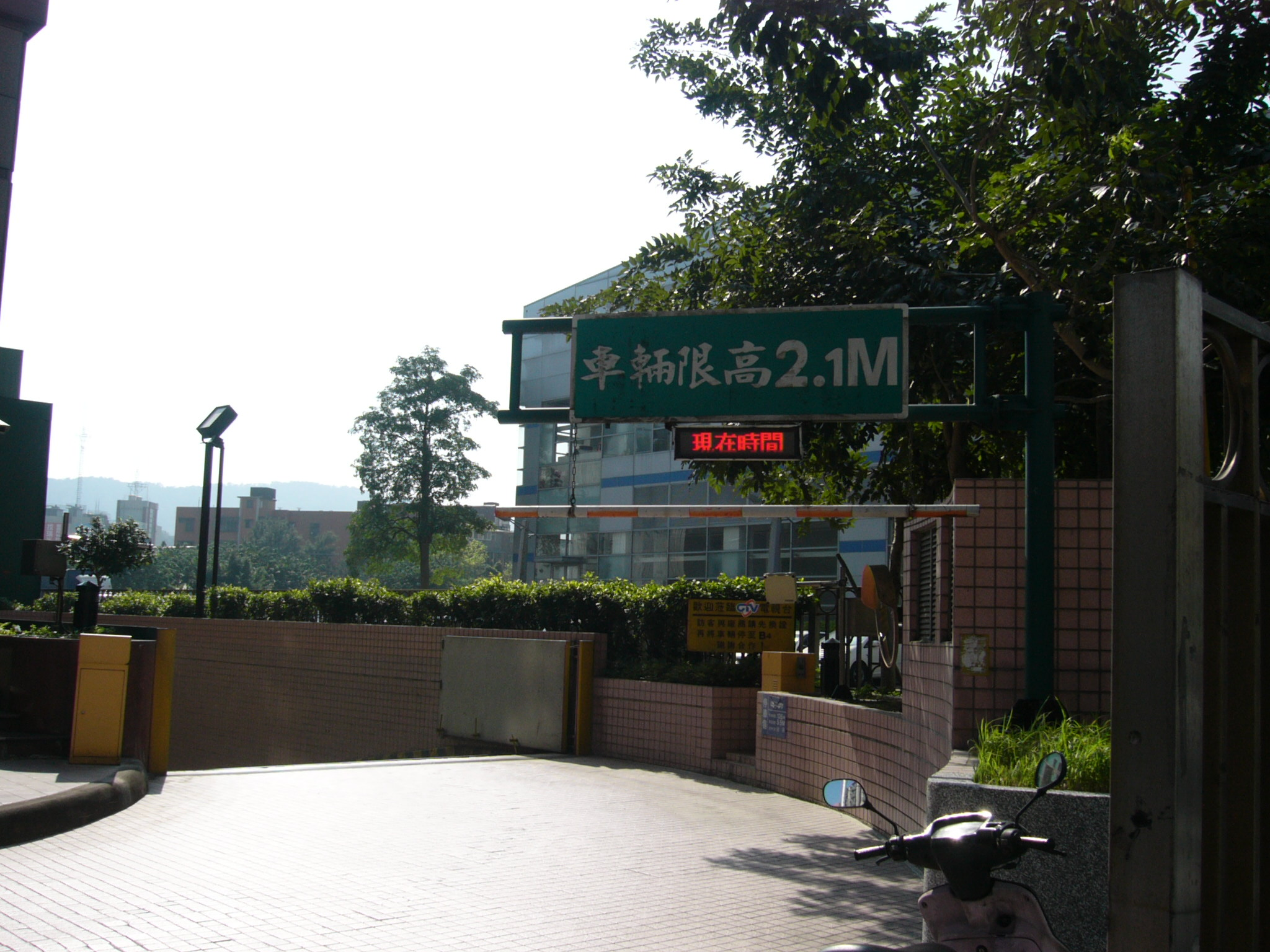
中視第二大樓地下停車場入口 拍攝於2010年12月13日
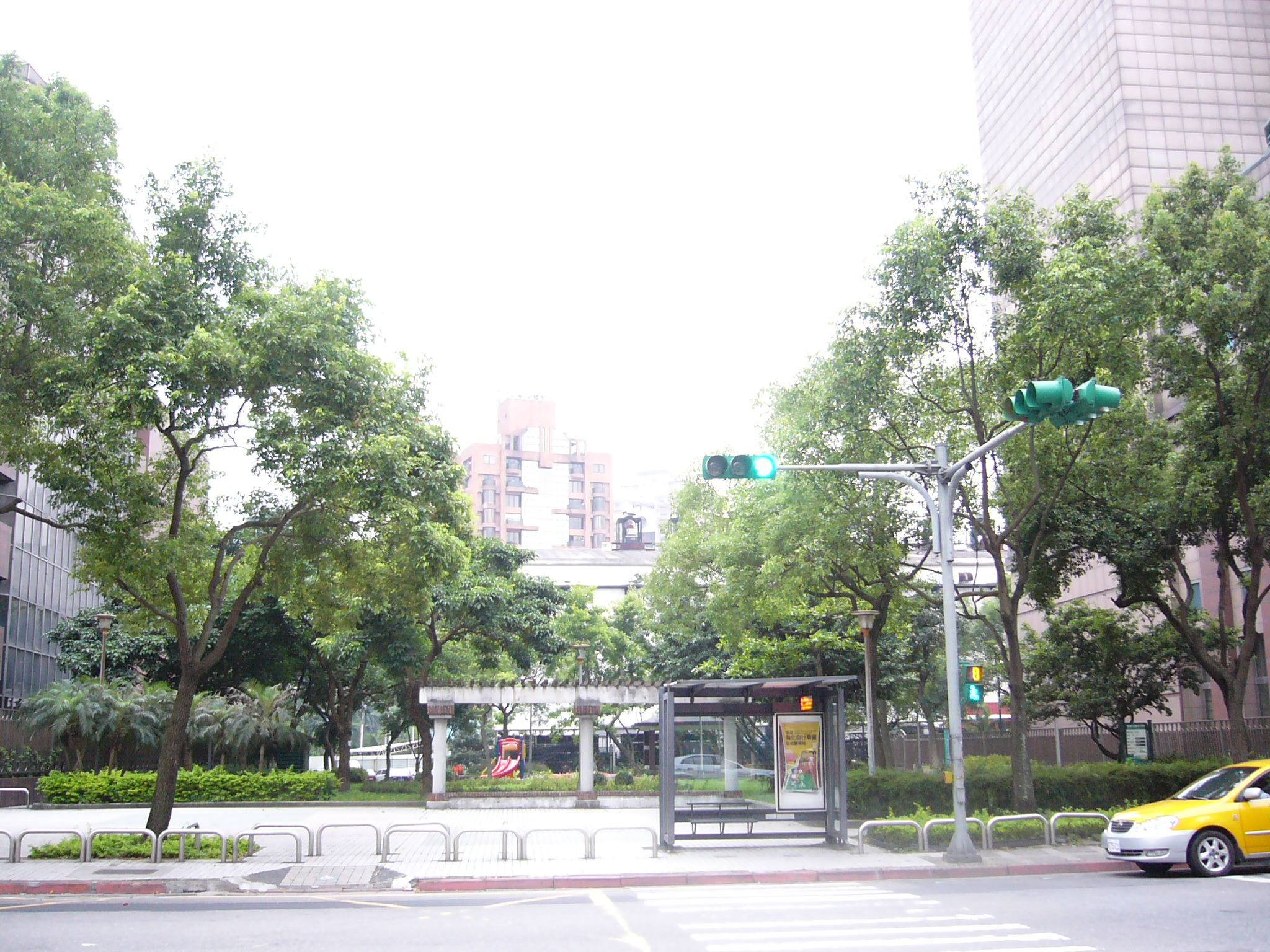
位於中視大樓與中視第二大樓之間的重陽公園 拍攝於2010年4月26日